# Geschichte der Telegrafie in Australien

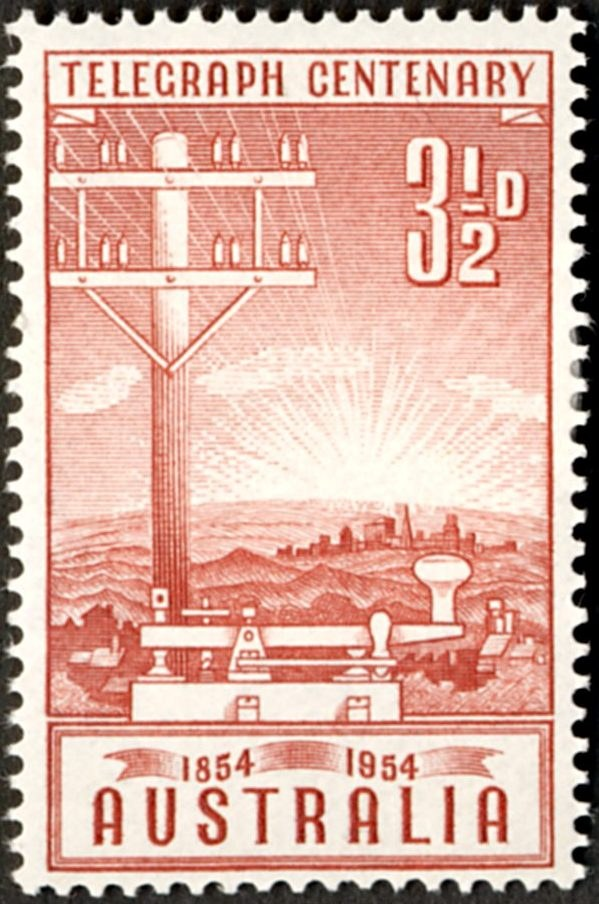
Australische Briefmarke anlässlich 100 Jahre Telegrafie in Australien (1954)

Die Geschichte der Telegrafie in Australien begann im Jahr 1854 und dauerte mehr als ein Jahrhundert. 

## Anfänge

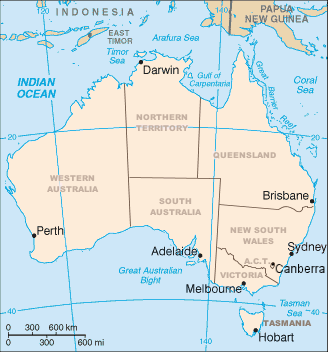
Adelaide, Melbourne und Sydney waren 1858 telegrafisch miteinander verbunden

Nachdem Samuel Morse (1791–1872) und Alfred Vail (1807–1859) im Jahr 1844 mit der Telegrafenlinie Baltimore–Washington die erste elektrische Telegrafenlinie der Vereinigten Staaten von Amerika gebaut und erfolgreich in Betrieb genommen hatten, vergingen zehn Jahre, bis im Jahr 1854 Australiens erste Telegrafenleitung errichtet war. Sie verband das Regierungsgebäude in Melbourne, der Hauptstadt des Bundesstaates Victoria, mit dem Leuchtturm am Gellibrand Point im nahen Williamstown. Die Streckenlänge betrug etwa zehn Meilen, also gut 15 km.
Nach diesem, im Vergleich zur Größe des Landes, eher bescheidenen Anfang, ging es rasant weiter: Innerhalb der nächsten vier Jahre wurden die drei Hauptstädte im Südosten miteinander verbunden:
- Adelaide, Hauptstadt von South Australia,
- Melbourne von Victoria und
- Sydney von New South Wales.[3]

In den folgenden Jahren wurde das Streckennetz im Südosten des Kontinents weiter ausgebaut. Ende der 1860er-Jahre verfügte der Bundesstaat Victoria, als Vorreiter in Australien, über etwa 3000 km Telegrafenleitungen, die mit den Leitungen der Nachbar-Bundesstaaten im Westen (South Australia) und Norden (New South Wales) verbunden waren.

## Telegrafenlinie Java–Australien
Ein erster wichtiger internationaler Schritt war der erstmalige Anschluss von Australien an den Rest der Welt. Dies gelang am 19. November 1871, nachdem ein Seekabel von Port Darwin durch die Timorsee und weiter durch den Indischen Ozean nach Westen bis nach Banjuwangi, an der Ostküste von Java, verlegt worden war.

## Transaustralische Telegrafenleitung

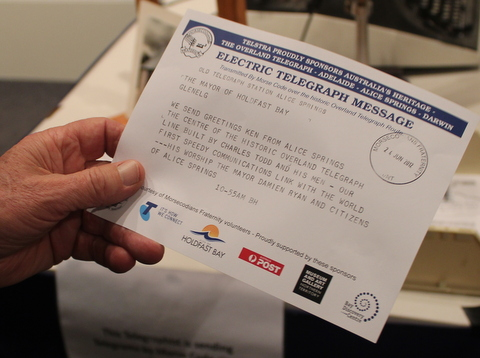
Telegramm von Alice Springs (in der Mitte) nach Holdfast Bay (im Süden nahe Adelaide) anlässlich des 140. Jahrestags der Line (2012)

Kurz danach gelang ein weiterer ganz wesentlicher Meilenstein in der Telegrafiegeschichte des Kontinents mit der Errichtung der Transaustralischen Telegrafenlinie (englisch Australian Overland Telegraph Line). Nach ihrer Fertigstellung im Oktober 1872, war Port Augusta im Süden über 3200 km mit Darwin an der australischen Nordküste verbunden. Von hier aus führte das Seekabel nach Niederländisch-Indien (Indonesien) und weiter nach Europa. Dies ermöglichte erstmals die telegrafische Verbindung der australischen Großstädte im Südosten beispielsweise mit London.

## East-West Telegraph

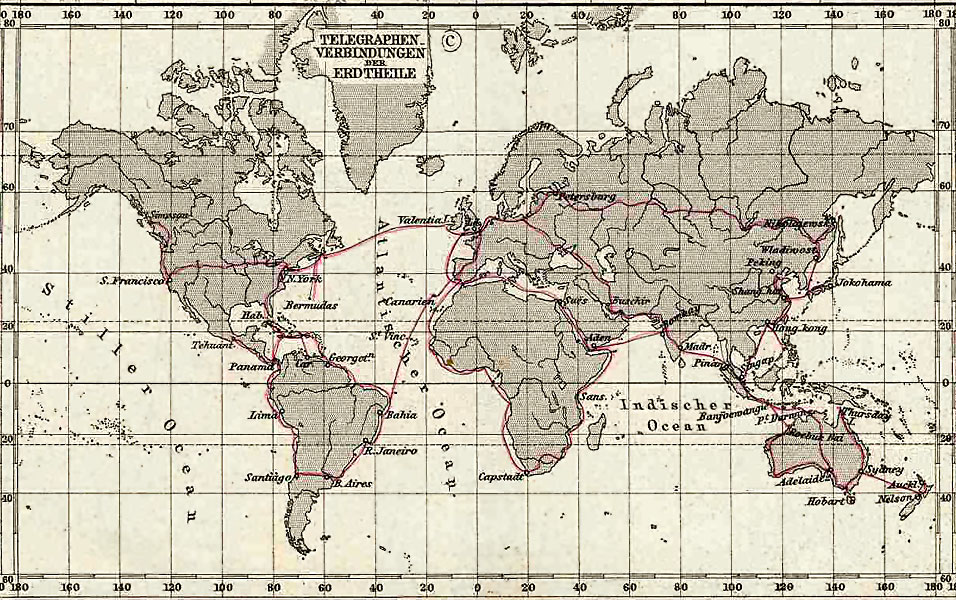
Australien als Teil des weltumspannenden Telegrafennetzes (1891)

Weit im Westen war Perth, Hauptstadt und größte Stadt des Bundesstaates Western Australia weiterhin vom Telegrafenverkehr abgekoppelt. Früher war sie die stets bestinformierte Stadt des Landes gewesen, denn hier legten die Schiffe aus Europa zuerst an. Dieser Wissensvorsprung hatte sich ironischerweise dank der Telegrafie nun umgekehrt: Perth galt nun als die „am meisten isolierte Großstadt des Planeten“.
Dies änderte sich, nachdem zwischen 1875 und 1877 zunächst Port Augusta mit Albany im Westen verbunden wurde und diese neue Linie kurz darauf bis Perth verlängert wurde. Plötzlich dauerte der Nachrichtenaustausch mit London, der kurz zuvor noch mehrere Monate benötigt hatte, nun nur noch wenige Stunden.
Australien hatte nun zwei transkontinentale Telegrafenlinien, beide mit jeweils rund 3200 km Länge. Die eine (Süd–Nord) von Adelaide nach Darwin und die andere (Ost–West) von Adelaide nach Perth. Und von Adelaide aus waren bereits die Städte des Südostens erschlossen.

## Zwei Codes

Vergleich dreier Codes:
Links: Amerikanisch
Mitte: Kontinental
Rechts: International

In Anlehnung an den von Vail in den 1840er-Jahren entwickelten Amerikanischen Morsecode wurde auch in Victoria ab den ersten Anfängen in den 1850er-Jahren dessen Code verwendet. Auch South Australia schloss sich dem an. Ungefähr zur selben Zeit jedoch wurde in Europa der Code reformiert (Gerke), und schließlich 1865 als internationaler Morsecode standardisiert (Bild).
Aus diesem Grund führten die weiteren australischen Bundesstaaten, die nach Victoria und South Australia zum australischen Telegrafennetz hinzukamen, statt des Victoria-Codes, wie man ihn in Australien nannte, den internationalen Morsecode ein. Dies führte dazu, dass Australien für nahezu ein halbes Jahrhundert in dieser Beziehung zweigeteilt war. Hieraus resultierte die Notwendigkeit, an den Übergangsstationen, beispielsweise an der Grenze zwischen Südaustralien und Westaustralien in Eucla, den Code umzuwandeln.
Dazu mussten alle Telegramme, die von Osten kamen, durch Telegrafisten im Victoria-Code aufgenommen und als Klartext notiert werden. Die Zettel wurden an Kollegen weitergereicht, die den Text nun im internationalen Morsecode weiter nach Westen sendeten und umgekehrt. Dieser Zustand änderte sich erst ab 1901, nach Gründung des Australischen Bundes, des Commonwealth of Australia.

## Transpazifisches Telegrafenkabel
Im Jahr 1902 wurde Australien nach Verlegung des ersten transpazifischen Telegrafenkabels mit Kanada verbunden. Als Übergabepunkt an Australiens Ostküste diente die Pacific Cable Station, eine Telegrafenstation bei Southport, etwa 70 km südlich von Brisbane.

## Niedergang
Mit Aufkommen der Funktechnik, der revolutionär neuen drahtlosen Telegrafie, um die Wende zum 20. Jahrhundert, wurde die drahtgebundene Telegrafentechnik letztlich obsolet. Ab den 1920er-Jahren wurde sie nach und nach außer Betrieb gesetzt, beispielsweise die Ost-West-Linie im Jahr 1927 nach nahezu 50 Jahren Betriebszeit. Einige andere Linien wurden jedoch noch viele weitere Jahre lang genutzt, bis in die Zeit des Zweiten Weltkriegs und darüber hinaus.